# Демківський Анатолій Васильович
Анатолій Васильович Демківський (нар. 25 липня 1936, с. Мазепинці, Білоцерківський район, Київська область) ― український науковець, дослідник економічної історії; кандидат економічних наук.

## Біографія
У 1966 закінчив Київську вищу партійну школу. У 1968 — Київський державний університет, по закінченню якого вступив там само до аспірантури.
У 1974 році в Інституті економіки АН УРСР захистив кандидатську дисертацію з теми «Критика буржуазно-націоналістичних фальсифікацій економічної основи соціалізму».
У 1972—1976 — молодший науковий співробітник відділу зарубіжної історіографії Інституту історії АН УРСР.
У 1976 перейшов на викладацьку роботу. До виходу на пенсію ― професор кафедри фінансів Академії муніципального управління.

## Вибрані праці
Автор та співавтор низки підручників і посібників, серед яких:
- Сучасний вексельний обіг: навчальний посібник / А. В. Демківський. — К. : Знання, 1996. — 138 с.
- Основи економічної теорії: підручник: У 2 кн. / ред. Ю. В. Ніколенко. — К. : Либідь, 1998 . — 272 с. (у співавторстві)
- Вексельна справа: навч. посібник / А. В. Демківський. — К. : Либідь, 2003. — 335 с.
- Вексельний обіг в Україні: навч. посіб. для студ. екон. вузів і ф-тів / А. В. Демківський. — К. : ВІРА-Р, 2003. — 506 c.
- Гроші та кредит: навч. посіб. / Демківський А. В. — К. : ДаКор. : ВИРА-Р, 2003. — 527 с.
- Політична економія: підручник / Ю В. Ніколенко, В. Я. Бобров, Л. С. Лісогор, Б. Т. Свєтлов, М. Д. Миронов, С. Є. Шпильовий, В. К. Береговий, М. М. Гузик, А. В. Демківський та ін.; К: Центр учбової літератури, 2009. — 632 с. (у співавторстві)
- Основи методології наукових досліджень: навч. посіб. / Демківський А. В., Безус П. І. — К. : Акад. муніцип. упр., 2012. — 276 с. (у співавторстві)